# Bombardino

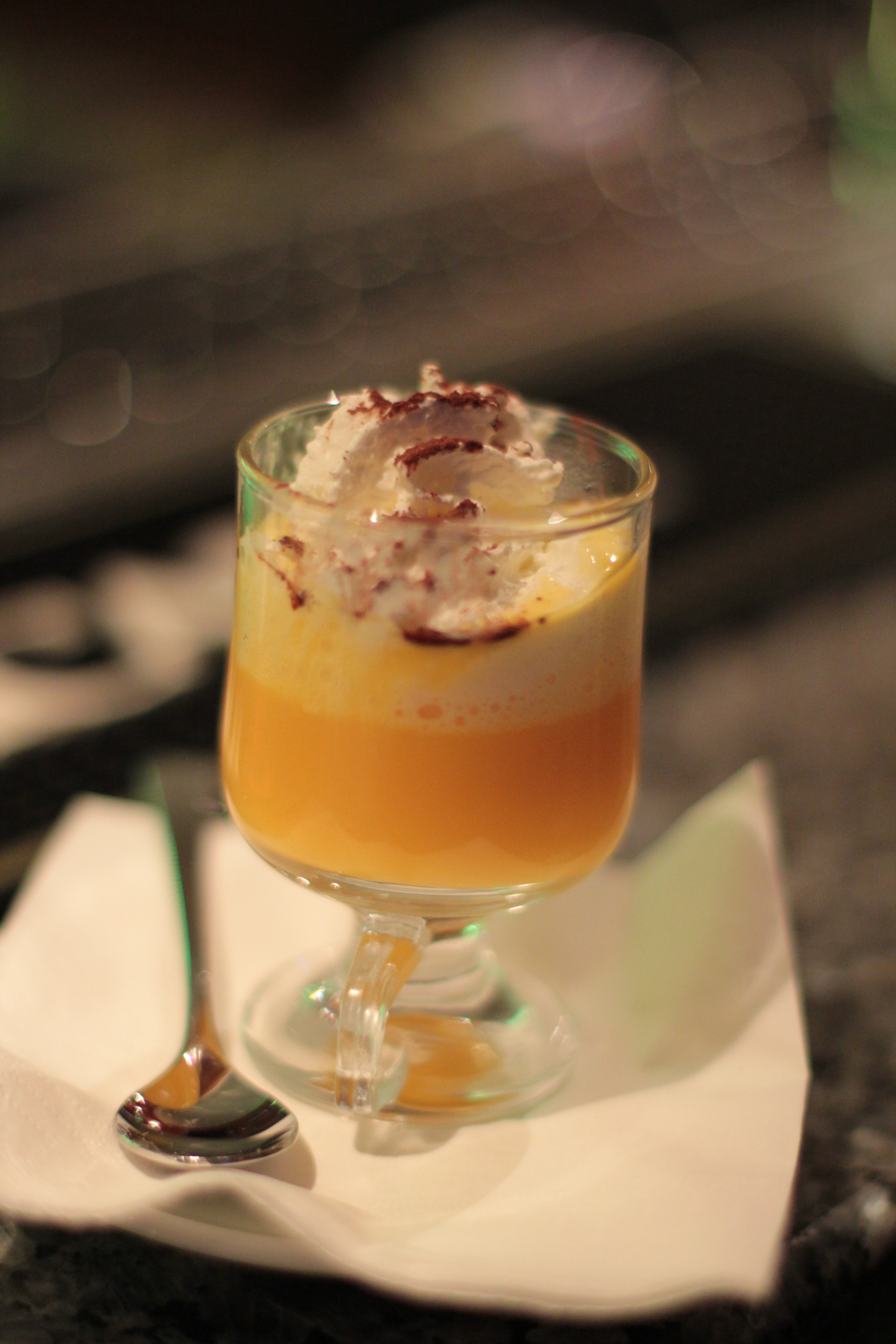

Bombardino – włoski napój alkoholowy, popularny zwłaszcza wśród narciarzy w okolicach Alp.
W skład podawanego na gorąco napoju wchodzą: ajerkoniak, whisky (brandy lub rum), bita śmietana, niekiedy kawa.